# Ключ 41
| 寸                     | 寸        | 寸        |
| ---------------------- | --------- | --------- |
| 40                     | 41        | 42        |
| Піньінь:               | cùn       | cùn       |
| Чжуїнь:                | ㄘㄨㄣˋ   | ㄘㄨㄣˋ   |
| Вейд-Джайлз:           | ts'un4    | ts'un4    |
| Ютпхін:                | cyun3     | cyun3     |
| Он:                    |           |           |
| Кун:                   |           |           |
| Кандзі:                | 寸 sun    | 寸 sun    |
| Хун:                   | 마디 madi | 마디 madi |
| Им:                    | 촌 chon   | 촌 chon   |
| Індекс у Вікісловнику: | 寸        | 寸        |

Ключ 41 — ієрогліфічний ключ, що означає великий палець або дюйм і є одним із 31 (загалом існує 214) ключа Кансі, що складаються з трьох рисок.
У Словнику Кансі 40 символів із 40 030 використовують цей ключ.

## Символи, що використовують ключ 41

Як писати ієрогліф.

| кількість рисок | ієрогліфи   |
| --------------- | ----------- |
| без додаткових  | 寸          |
| 2 додаткові     | 对          |
| 3 додаткові     | 寺 寻 导    |
| 4 додаткові     | 寽 対 寿    |
| 5 додаткових    | 尀          |
| 6 додаткових    | 封 専       |
| 7 додаткових    | 尃 射 尅 将 |
| 8 додаткових    | 將 專 尉    |
| 9 додаткових    | 尊 尋 尌    |
| 11 додаткових   | 對          |
| 13 додаткових   | 導          |